# 大阪市電4系統
大阪市電4系統は、かつて大阪市交通局が経営していた大阪市営電気鉄道（大阪市電）の運転系統｛1959年（昭和34年）当時｝。及び、その路線名。

## 概要
阿倍野橋駅から堺筋・四つ橋筋を経由して大阪駅前駅に至り、大阪駅前駅から御堂筋・土佐堀通・上町筋・谷町筋を経由して再び阿倍野橋駅に戻る、阿倍野橋駅発着の循環系統。
- 所属車庫：天王寺車庫
- 色別：■

## 駅一覧
| 駅名             | 接続路線 | 道路名                            | 所在地 |
| ---------------- | --- | --------------------------------- | ------ |
| 阿倍野橋駅       | 大阪市電：南河堀町・天王寺西門前方面 大阪市営地下鉄：1号線 日本国有鉄道：関西本線・城東線・阪和線 近畿日本鉄道：南大阪線 南海電気鉄道：天王寺支線・上町線   |                                   | 大阪市 |
| 動物園前駅       | |                                   | 大阪市 |
| 霞町駅           | 大阪市営地下鉄：1号線 南海電気鉄道：阪堺線 | 堺筋                              | 大阪市 |
| 恵美須町駅       | 大阪市電：天王寺公園前・戎神社前方面 南海電気鉄道：阪堺線                                                                                                   | 堺筋 大阪府道102号恵美須南森町線  | 大阪市 |
| 日本橋筋五丁目駅 | | 堺筋 大阪府道102号恵美須南森町線  | 大阪市 |
| 日本橋筋四丁目駅 | | 堺筋 大阪府道102号恵美須南森町線  | 大阪市 |
| 日本橋筋三丁目駅 | 大阪市電：日本橋筋二丁目方面 | 堺筋 大阪府道102号恵美須南森町線  | 大阪市 |
| 難波駅前駅       | 南海電気鉄道：南海本線 |                                   | 大阪市 |
| 賑橋駅           | 大阪市電：元町二丁目方面 | 四つ橋筋                          | 大阪市 |
| 湊町駅前駅       | 大阪市電：戎橋・幸町一丁目方面 日本国有鉄道：関西本線 | 四つ橋筋                          | 大阪市 |
| 北堀江通一丁目駅 | | 四つ橋筋                          | 大阪市 |
| 四つ橋駅         | 大阪市電：佐野屋橋・西長堀北通二丁目方面 | 四つ橋筋                          | 大阪市 |
| 新町橋駅         | | 四つ橋筋                          | 大阪市 |
| 東立売堀駅       | | 四つ橋筋                          | 大阪市 |
| 信濃橋駅         | 大阪市電：本町四丁目・靱南通方面 | 四つ橋筋                          | 大阪市 |
| 靱公園前駅       | | 四つ橋筋                          | 大阪市 |
| 京町橋駅         | | 四つ橋筋                          | 大阪市 |
| 江戸橋駅         | | 四つ橋筋                          | 大阪市 |
| 肥後橋駅         | 大阪市電：淀屋橋・江戸堀北通二丁目方面 | 四つ橋筋                          | 大阪市 |
| 堂島中町駅       | | 四つ橋筋                          | 大阪市 |
| 桜橋駅           | 大阪市電：梅田新道・出入橋方面 | 四つ橋筋                          | 大阪市 |
| 大阪駅前駅       | 大阪市電：梅田新道・阪急東口方面 大阪市営地下鉄：1号線 日本国有鉄道：東海道本線・城東線 京阪神急行電鉄：神戸本線・宝塚本線・京都本線 阪神電気鉄道：阪神本線 |                                   | 大阪市 |
| 梅田新道駅       | 大阪市電：梅が枝町・桜橋方面 | 御堂筋 国道25号線 国道26号線      | 大阪市 |
| 淀屋橋駅         | 大阪市電：肥後橋方面 | 土佐堀通 大阪府道168号石切大阪線  | 大阪市 |
| 北浜三丁目駅     | | 土佐堀通 大阪府道168号石切大阪線  | 大阪市 |
| 北浜二丁目駅     | 大阪市電：高麗橋・桶の上町方面 | 土佐堀通 大阪府道168号石切大阪線  | 大阪市 |
| 天神橋駅         | | 土佐堀通 大阪府道168号石切大阪線  | 大阪市 |
| 天満橋駅         | 京阪電気鉄道：京阪本線 | 土佐堀通 大阪府道168号石切大阪線  | 大阪市 |
| 京阪東口駅       | 大阪市電：片町方面 | 上町筋 大阪市道赤川天王寺線       | 大阪市 |
| 大手前駅         | | 上町筋 大阪市道赤川天王寺線       | 大阪市 |
| 馬場町駅         | 大阪市電：法円坂町・谷町三丁目方面 | 上町筋 大阪市道赤川天王寺線       | 大阪市 |
| 上本町一丁目駅   | | 上町筋 大阪市道赤川天王寺線       | 大阪市 |
| 上本町二丁目駅   | 大阪市電：東雲町・谷町六丁目方面 | 上町筋 大阪市道赤川天王寺線       | 大阪市 |
| 上本町四丁目駅   | | 上町筋 大阪市道赤川天王寺線       | 大阪市 |
| 上本町六丁目駅   | 大阪市電：小橋西の町・谷町九丁目方面 近畿日本鉄道：大阪線・奈良線                                                                                           | 上町筋 大阪市道赤川天王寺線       | 大阪市 |
| 上本町八丁目駅   | | 上町筋 大阪市道赤川天王寺線       | 大阪市 |
| 上本町九丁目駅   | | 上町筋 大阪市道赤川天王寺線       | 大阪市 |
| 天王寺椎寺町駅   | |                                   | 大阪市 |
| 天王寺西門前駅   | 大阪市電：大道二丁目・天王寺公園前方面 | 谷町筋 大阪府道30号大阪和泉泉南線 | 大阪市 |
| 阿倍野橋駅       | 大阪市電：南河堀町・動物園前方面 大阪市営地下鉄：1号線 日本国有鉄道：関西本線・城東線・阪和線 近畿日本鉄道：南大阪線 南海電気鉄道：天王寺支線・上町線       | 谷町筋 大阪府道30号大阪和泉泉南線 | 大阪市 |